# Asmund asesino de berserkers
Asmund asesino de berserkers fue un guerrero vikingo, héroe de la saga Egils saga einhenda ok Ásmundar berserkjabana; también se le conoce como Gnodar-Asmund en otras sagas cuyo padre adoptivo era Illugi, hijo adoptivo de Grid.
En la saga de Egil y Asmund, o Egils saga einhenda ok Ásmundar berserkjabana, Asmund era hijo del rey Ottar de Halogaland, y Sigrid, hija del jarl de Dinamarca Ottar, que gobernó Jutlandia.
A la edad de doce años, Asmund ya era un varón crecido y más fuerte que cualquier otro hombre conocido. Una vez mientras cazaba y perseguía a una liebre se encontró con otro poderoso hombre llamado Aran, que también tenía doce años y era hijo del rey Rodian de Tartaria, que había abandonado el reino de su padre para encontrar a un contrincante que le igualara. Asmund y Aran compitieron en todas las técnicas atléticas conocidas por ambos hasta acabar derrotados de cansancio, decidieron ser hermanos de sangre y jamás levantar la espada uno contra otro. Ambos se comprometieron a repartirse todo por la mitad. Aran le cedió a Asmund la mitad de su flota vikinga, diez naves, y se dirigieron a Tartaria. A su llegada descubren que el padre de Aran ha muerto y el país sumido en el pillaje y la devastación por fuerzas de los hermanos etíopes, Toro-oso y Visin. 
Asmund y Aran tuvieron poco trabajo con ellos, tras lo cual Aran fue coronado rey y Asmund recibió la mitad de su reino y propiedades. Un poco más tarde Aran murió y Asmund intenta reclamar el reino y tiene que enfrentarse a los tíos berserkers de Aran, Hrærek y Siggeir; como le superaban en número, fue apresado y atado, decidiendo sacrificarlo a Odín a la mañana siguiente. Asmund se libera y se dedica a la sangrienta venganza contra los berserkers. Más tarde, el padre adoptivo del difunto Aran, el rey Herraud que gobernó Hunaland, apareció con veinte naves, y expulsó al resto de los partidarios de los berserkers. Asmund luego se presentó ante el rey Herraud y explicó el acuerdo pactado con Aran. Herraud pensó que era una buena idea mantener el acuerdo. Asmund solicitó entonces la mejor flota que tuviese el rey y se fue para dedicarse a partir de entonces a sus actividades vikingas de pillaje.